# 제임스 콰시 아피아
제임스 콰시 아피아(James Kwesi Appiah, 1960년 6월 30일, ~ )는 아콰시 아피아 (Akwasi Appiah)로도 잘 알려져 있는 가나의 전 축구 선수이자 현 축구 지도자로 2번에 걸쳐 가나 축구 국가대표팀 사령탑을 맡았으며 현재 수단 축구 국가대표팀의 사령탑으로 재직 중이다.

## 선수 시절

### 클럽
1983년 고향팀인 아산테 코토코에 입단한 후 1993년까지 10년간 활약하며 리그 7회 우승(1983, 1986, 1987, 1988-89, 1990-91, 1991-92, 1992-93) 및 1회 준우승(1985), 1984 시즌과 1989-90 시즌 가나 FA컵 우승, 1985 시즌 가나 FA컵 준우승, 가나 SWAG컵 6회 우승(1988, 1989, 1990, 1991, 1992, 1993), 1983년 아프리칸 챔피언스 클럽컵 우승, 1987년 아프리칸 챔피언스 클럽컵과 1990년 아프리칸 챔피언스 클럽컵 4강, 1993년 아프리칸 챔피언스 클럽컵 준우승 등의 굵직한 성과들을 남겼다.

### 국가대표팀
1982년 아프리카 네이션스컵 본선 엔트리에 합류 후 비록 1경기도 뛰지 못했지만 팀의 우승의 기쁨을 맛본 뒤 알제리와의 1984년 아프리카 네이션스컵 본선 조별리그 B조 2차전에서 국제 A매치 데뷔전을 치렀다.
그리고 1988년 하계 올림픽 아프리카 지역 예선과 1990년 FIFA 월드컵 아프리카 지역 예선에 출전한 후 1992년 아프리카 네이션스컵 예선에서 주전으로 활약하며 가나의 8년만의 아프리카 네이션스컵 통산 9번째 본선 진출을 이끌었고 본선에서도 4경기에 출전하며 팀의 준우승에 기여했다.

## 지도자 경력

### 아산테 코토코
1992년부터 1995년까지 아산테 코토코의 플레잉 수석 코치를 맡아 1993-94 시즌 리그 준우승과 가나 FA컵 4강, 1994-95 시즌 리그 3위 등의 성적을 이끌었고 1995년부터 팀의 감독을 맡았지만 초보 감독의 한계를 극복하지 못한 채 1년만에 감독직을 내려놓았다.

### 가나 A대표팀1기
아산테 코토코 감독직에서 물러난 뒤 FIFA 지도자 코스를 통해 잉글랜드 프리미어리그의 맨체스터 시티와 리버풀 FC로 연이어 연수를 다녀왔다.
그 후 2007년 가나 A대표팀의 수석 코치로 부임한 후 이듬해에 열린 2008년 아프리카 네이션스컵에서 4강 진출을 이끌었고 그로부터 2년 뒤에 열린 2010년 FIFA 월드컵에서는 가나의 사상 첫 월드컵 8강 진출이자 1990년 카메룬, 2002년 세네갈에 이어 아프리카팀으로는 3번째로 월드컵 8강 진출이라는 큰 성과를 이끌어냈다.

### 가나 U-23 대표팀
2011년 가나 U-23 대표팀의 지휘봉을 맡은 직후 포르투갈의 축구 전설 에우제비우의 고향인 모잠비크의 수도 마푸투에서 열린 2011년 아프리칸 게임에서 가나 축구 역사상 첫 아프리칸 게임 금메달 획득을 이끌어내며 지도자 커리어 첫 우승의 감격을 맛보았다.

### 가나 A대표팀 2기
2012년 4월 가나 A대표팀의 사령탑으로 부임한 후 가나의 3회 연속 월드컵 본선 진출을 이끌어내며 나이지리아의 스티븐 케시 감독과 함께 조국을 월드컵 본선으로 이끈 첫 사하라 이남 아프리카 출신 감독으로 이름을 남겼고 비록 본선에서는 미국, 독일, 포르투갈 등을 상대로 1무 2패의 초라한 성적을 남기며 조별리그에서 탈락했음에도 만만치 않은 경기력을 바탕으로 재신임을 얻었지만 2014년 9월 끝내 자진 사임했다.

### 하르툼 NC
가나 대표팀 사령탑에서 물러난 후 3개월이 지난 2014년 12월 수단 프리미어리그의 하르툼 NC의 감독직을 맡아 2015 시즌에서는 4위라는 하르툼 구단 역사상 리그 최고 성적과 2016년 CAF 컨페더레이션컵 예선 진출 그리고 카가메 인터클럽컵 4강 진출, 수단컵 4강 진출 등을 이끌었고 2016 시즌에서는 비록 컨페더레이션컵 진출에는 실패했지만 하르툼 구단 역사상 리그 최다 승점 획득(65점)을 지휘하는 등 3시즌동안 팀을 성공적으로 이끌었다는 평가를 받았다.

### 가나 A대표팀 3기
하르툼을 3년동안 성공적으로 이끈 뒤 2018년 FIFA 월드컵 아프리카 지역 최종 예선을 끝으로 가나 대표팀 사령탑에서 물러난 아브람 그란트 감독의 후임 사령탑으로 선임되며 3년만에 가나 대표팀으로 복귀한 이후 2019년 아프리카 네이션스컵에 출전했지만 조별리그에서부터 답답한 경기력으로 우려를 샀고 결국 튀니지와의 16강전 승부차기에서 4-5로 패하며 탈락의 고배를 마셨으며 이에 대한 여파로 2020년 1월 경질 처분을 받았다.

### 수단 A대표팀
가나 대표팀 감독직에서 경질당한 이후 2021년 7월부터 2년동안 가나의 유스 아카데미팀인 켄퐁 축구 아카데미의 총감독으로 활동하다가 2023년 9월 수단 A대표팀의 사령탑으로 선임되었다.
이후 1달이 지난 같은 해 10월 15일 탄자니아와의 친선 경기에서 수단 대표팀 감독 데뷔전을 치렀고 이틀 후에 열린 차드와의 친선 경기에서 수단 대표팀 사령탑 부임 후 국제 경기 첫 승을 올렸다.
그리고 토고와의 2026년 FIFA 월드컵 아프리카 지역 예선 B조 1차전에서 수단 대표팀 감독으로 국제 대회 첫 경기를 치른 뒤 콩고 민주 공화국과의 2차전에서 수단 대표팀 사령탑 부임 이후 국제 대회 첫 승을 챙겼다.

## 대회 성적

### 클럽 (선수)
아산테 코토코
- 가나 프리미어리그 : 우승 (1983, 1986, 1987, 1988-89, 1990-91, 1991-92, 1992-93), 준우승 (1985)
- 가나 FA컵 : 우승 (1984, 1989-90), 준우승 (1985)
- 가나 SWAG컵 : 우승 (1988, 1989, 1990, 1991, 1992, 1993)
- CAF 챔피언스리그 : 우승 (1983), 준우승 (1993), 4강 (1987, 1990)

### 국가대표팀 (선수)
가나
- 아프리카 네이션스컵 : 우승 (1982), 준우승 (1992)

### 클럽 (지도자)
아산테 코토코 (플레잉 수석 코치)
- 가나 프리미어리그 : 준우승 (1993-94), 3위 (1994-95)
- 가나 FA컵 : 4강 (1993-94)

 하르툼 NC
- 수단 프리미어리그 : 4위 (2015)
- 수단컵 : 4강 (2015)
- 카가메 인터클럽컵 : 4강 (2015)

### 국가대표팀 (지도자)
가나 (수석 코치)
- 아프리카 네이션스컵 : 4위 (2008)

 가나 U-23
- 아프리칸 게임 : 금메달 (2011)

### 개인 수상
- 밀레니엄 엑설런스 어워드 스포츠 부문 : 2021
- 가나 스포츠 작가 협회 선정 올해의 스포츠인 : 2014
- 가나 스포츠 작가 협회 선정 올해의 감독 : 2012